# Omoka
Omoka – osada na Wyspach Cooka (terytorium stowarzyszonego z Nową Zelandią); na wyspie Penrhyn; 152 mieszkańców (2006). Przemysł spożywczy.